# Centromedon pavor
Centromedon pavor är en kräftdjursart som beskrevs av J. L. Barnard 1966. Centromedon pavor ingår i släktet Centromedon och familjen Uristidae. Inga underarter finns listade i Catalogue of Life.